# アフターダーク (ドラァグ・クイーン)
アフターダーク（After Dark）は、スウェーデンのドラァグクイーンのデュオ。

## メンバー
- クリステル・リンダル（Bert Christer Lindarv）1953年3月3日 -
- ラッセ・フリンクマン（スウェーデン語版）（Lasse Flinckman）1949年8月5日 - 2016年4月18日

## 来歴
1976年、ロジャー・ヨンソン（Roger Jönsson）と共にストックホルムで「アフターダーク・クラブ」という名のナイトクラブを開店、同時にアフターダークとしてのグループを結成。以降、彼らはスウェーデンのLGBT文化においてメジャーとなった。デュオはスウェーデン国外でも成功をおさめ、これまでにバルセロナやマドリード、サンフランシスコでもライブを行っている。

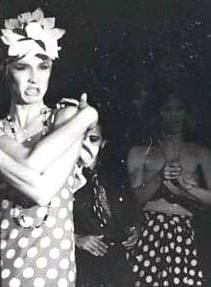
After Dark結成直後のクリステル・リンダル（1976年）

2004年、毎年行われるスウェーデンの音楽祭「メロディーフェスティバーレン」に出場した。これは欧州放送連合に加盟するヨーロッパ各国の代表が参加する音楽コンテスト、ユーロビジョン・ソング・コンテストのスウェーデン代表者を決定する予選大会でもある。当時のアフターダークの楽曲「ラ・ドルチェ・ヴィタ（La dolce vita）」は最終夜まで勝ち残り、最終で3位という結果を残した。このシングル曲はスウェーデンのラジオでヒットとなり、スウェーデン国内の託児所でもよく流されていたという。同年秋に、彼らはストックホルムのグローナルンド遊園地において、同名のドラァグ・ショーを設立している。
2007年2月14日には、イェーブレ（Gävle）で行われたメロディーフェスティバーレン2007・セミファイナルのセミファイナル・4で、「(Åh) När ni tar saken i egna händer（（オー）・ナー・ニ・トー・ショーケン・イ・イグナ・ヘンデー、大意は「あなた自身の手でそれを手に入れたとき」、英語：(Oh) When You Take It Into Your Own Hands）」を歌った。この大会ではラウンド1とラウンド2の2回電話投票が行われ、彼らはラウンド1の投票後に5位の位置へついたが、ラウンド2の投票でも5位に終わり、決勝戦となるファイナルへ勝ち進むことはできなかった。この際、クリステルの以前のパートナーであったラッセは出演していない。

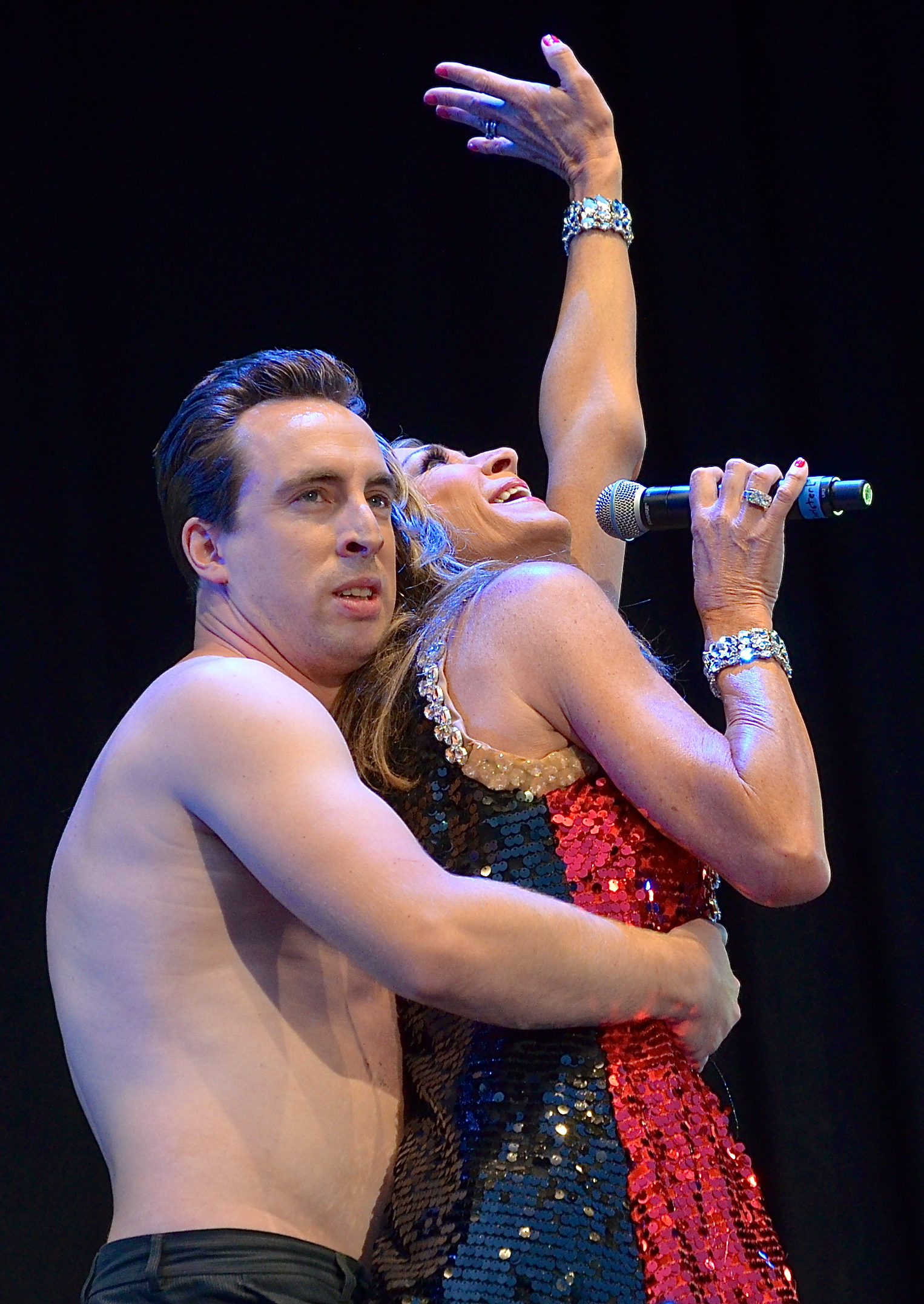
女装したリンダル(右)。2012年のストックホルム・フェスティバルにて。

## ディスコグラフィ

### シングル
|     | 発売          | タイトル                                                                                          | SWE最高順位 | 賞            |
| --- | ------------- | ------------------------------------------------------------------------------------------------- | ----------- | ------------- |
| 1st | 2004年3月     | ラ・ドルチェ・ヴィタ（La dolce vita）                                                             | 8位         | GLF：ゴールド |
| 2nd | 2004年        | デット・エー・ド・ヤグ・エルスカー・ディグ（Det är då jag älskar dig）                            | 38位        |               |
| 3rd | 2006年        | コム・ウット（Kom ut）                                                                            | 4位         |               |
| 4th | 2007年2月28日 | （オー）・ナー・ニ・トー・ショーケン・イ・イグナ・ヘンデー（(Åh) När ni tar saken i egna händer） | 15位        |               |
| 5th | 2014年        | レッツ・ゴー・パーティー・アフターダーク（Let's Go Party After Dark）                             |             |               |
| 6th | 2016年2月20日 | コム・ウット・サム・エン・ファーナ（Kom ut som en stjärna）                                       | 86位        |               |

### スタジオアルバム
|     | 発売           | タイトル                                   |
| --- | -------------- | ------------------------------------------ |
| 1st | 2004年10月20日 | ラ・ドルチェ・ヴィタ（La dolce vita）      |
| 2nd | 2013年         | レッツ・ゴー・パーティー（Let's go party） |